# Пуджехун (город)
Пуджехун (англ. Pujehun)— город в Сьерра-Леоне, административный центр округа Пуджехун в Южной провинции. Население Пуджехуна на 2013 год составляет 9 899 человек.
Пуджехун — сельский город, коммерческий и административный центр округа Пуджехун. Пуджехун находится примерно в 67 милях на юге от Бо и примерно в 207 км на юго-востоке от Фритауна. Жители Пуджехуна в основном принадлежат к этнической группе Менде, хотя, как и практически на всей территории Сьерра-Леоне, язык крио креольского народа Сьерра-Леоне является наиболее распространенным. 

## Этимология
Пуджехун был назван в честь могущественного воина Менде Ньягуа, который проживал в соседней деревне Пангума. Когда Ньягуа и его люди возвращались с боя они использовали место нынешнего города в качестве места отдыха. В то время в городе росло много перца, который люди народа Менде называют «пуэй». Каждый раз, когда воины достигали этой области, они называли ее Пуджехун.

## Население
Пуджехун занимает 28 место по численности населения в Сьерра-Леоне, 5 место в регионе (Южная провинция). Среди всех городов мира примерно 27 179 место. Население города 9 899 человек.
- 1963 — 2 034 жителя
- 1974 — 2 804 жителя
- 1985 — 3 859 жителей
- 2013 — 9 899 жителей[1]

## Этническая принадлежность
Большинство населения Пуджехуна принадлежит к этнической группе Менде.